# Kalacivka, Onufriivka
Kalacivka (în ucraineană Калачівка) este un sat în comuna Popivka din raionul Onufriivka, regiunea Kirovohrad, Ucraina.

## Demografie
Componența lingvistică a localității Kalacivka
     Ucraineană (90%)
     Rusă (10%)
Conform recensământului din 2001, majoritatea populației localității Kalacivka era vorbitoare de ucraineană (90%), existând în minoritate și vorbitori de rusă (10%).